# Dialetto pordenonese
Il dialetto pordenonese è la variante coloniale del veneto parlata a Pordenone e dintorni.
L'uso di questo idioma rende la città quasi un'isola linguistica. Infatti, la pianura circostante è sostanzialmente friulanofona (seppure fortemente influenzata dalla vicinanza al Veneto), e ancor di più lo sono le prossime aree montane, nelle quali si conserva una parlata di tipo concordiese.

## Storia
Certamente Pordenone è "nata" friulanofona, e lo è stata per secoli, ma questa caratteristica è venuta gradualmente meno a seguito della conquista veneziana nel 1509. Sul finire del XV secolo Marin Sanudo il Giovane scrisse ne la sua Descrizione della Patria del Friul «vi sono Furlani, niun Todesco» (specificazione in quanto allora era feudo austriaco) mentre nel XVI secolo abbiamo la testimonianza «ha parlare, e costumi friulani» ma «non s'intende essere in Patria; non ha voce, né manda in Parlamento» (Girolamo da Porcia, Descrizione della patria del Friuli). Nei documenti più antichi conservati del XIV e XV secolo la lingua scritta negli atti ufficiali, oltre alla latina, era friulana (come pure l'onomastica risultava prettamente friulana) o una commistione di friulano e tosco-veneto (come il Laudario dei Battuti).
La cosiddetta "venetizzazione" è avvenuta in condizioni analoghe a quanto successo per Udine ovvero fu "calata dall'alto" da mercanti e famiglie nobili provenienti dal Veneto. Si suppone che questo fenomeno fosse già in atto nel XVIII secolo, quando Pordenone subì un notevole sviluppo economico e demografico. Le classi medie, nel corso della loro scalata sociale, cominciarono ad abbandonare il friulano per utilizzare una lingua considerata più prestigiosa. Questo cambiamento è documentato dalla commedia Il morto per equivoco o sia la vecchia corbellata di Giuseppe Spelladi, in cui servi e popolani usano il friulano, mentre i personaggi più giovani risultano "venetofoni".
Nel XIX secolo lo studioso Giovanni Papanti raccolse traduzioni della IX novella della I giornata del Decamerone in vari dialetti italiani. Per quanto riguarda Pordenone, riportava ben tre idiomi: il "contadinesco", coincidente grossomodo con le parlate di transizione veneto-friulane usate tutt'oggi nel Friuli occidentale; la varietà dell'alta borghesia, vicinissimo al veneziano; il dialetto dei ceti intermedi (artigiani), pure influenzato dal veneziano. Fu proprio questa classe, economicamente dinamica, ad emergere sulle altre imponendo anche la propria lingua.
Nel 1947 lo scrittore Pier Paolo Pasolini, poeta con origini di Casarsa, in merito alla "venetizzazione" della cittadina di Pordenone e alle prese di posizione dei suoi rappresentanti politici in relazione ai dibattiti del tempo per l'autonomia friulana, così scriveva «...rappresentanti di una mentalità provinciale, borghese, che qui in Friuli generalmente si identifica con coloro che hanno abbandonato il linguaggio friulano per un veneto presuntuoso.»